# Robert Kane (chimico)
Robert Kane (Dublino, 24 settembre 1809 – Dublino, 16 febbraio 1890) è stato un chimico irlandese.
Studente in Francia, al suo ritorno fondò la Kane Company, azienda produttrice di acido solforico.
Fu allievo di von Liebig e redasse vari Elements of Chemistry.